# Holon
 (décembre 2023).
Si vous disposez d'ouvrages ou d'articles de référence ou si vous connaissez des sites web de qualité traitant du thème abordé ici, merci de compléter l'article en donnant les références utiles à sa vérifiabilité et en les liant à la section « Notes et références ».
Pour les articles homonymes, voir Holon (homonymie).
Holon (en hébreu: חוֹלוֹן) est une ville d'Israël située dans le district de Tel-Aviv, dans la banlieue sud de Tel-Aviv. Elle est intégrée dans l'agglomération du Gush Dan. La commune est notamment limitrophe de Tel-Aviv-Jaffa, Rishon LeZion et Bat Yam.

## Histoire

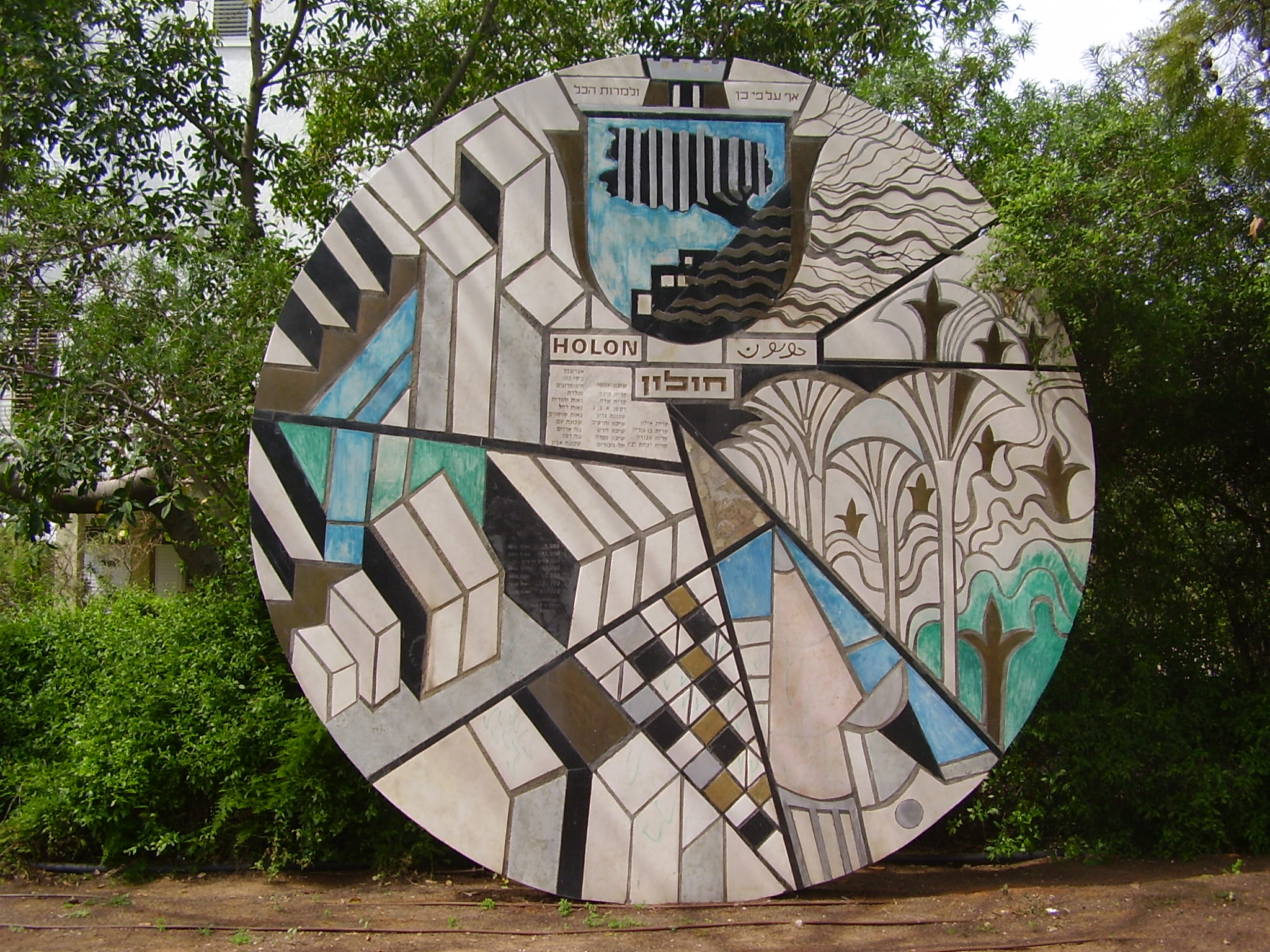

Le nom de Holon vient du mot hébreu "חול" (lire khol) qui signifie « sable », en raison de la nature des terrains sur lesquels la ville s'est implantée.
Ces terrains furent achetées à partir des années 1930 par Shlomo Garin[réf. nécessaire]. Au cours de la décennie, cinq quartiers différents se développèrent indépendamment avant de s'unir en 1940 sous le nom de Holon.

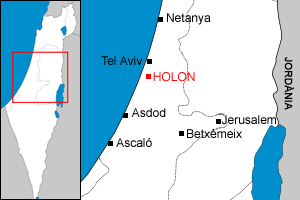
Localisation de Holon.

Au cours de la Guerre israélo-arabe de 1948-1949, la cité fut une cible privilégiée pour les tirs arabes, implantés notamment sur la colline de Tel Arish.
Holon a été reconnue comme ville en 1950, avec Haim Kugel comme maire. C'est sous le long mandat de son successeur, Pinchas Eylon (1953-1987), que la ville connut sa plus forte croissance avec le développement de nouveaux quartiers et de zones industrielles. En 1954, un quartier samaritain fut « établi avec la coopération du Président Yitzhak Ben-Zvi et du Yefet B. Avraham Tsedaka, chef des Samaritains extérieurs à Naplouse ». Il s'agissait en effet de permettre le regroupement des familles ayant quitté Naplouse au début des années 1950. Holon est désormais la seconde communauté samaritaine après Naplouse en Cisjordanie).
Au cours des dernières années, les infrastructures de la ville ont été complètement rénovées, une attention particulière a été accordée à l’embellissement de la ville et à ses « poumons verts ». Les institutions d’éducation ont été rénovées elles aussi et les centres d’attractions de quartier et du centre de la ville ont été développés et modernisés. La vie culturelle de la ville s’est aussi développée et on a construit des quartiers nouveaux et modernes.
À présent, Holon est une des villes les plus vertes d’Israël et les espaces verts occupent plus de 120 ha, surface qui va se doubler à l’avenir. Plus de 6 500 arbres embellissent les avenues de la ville et ses rues, et approximativement 15 000 fleurs sont plantées dans la ville chaque année.

### Liste des maires
| Nom              | Mandat    |
| ---------------- | --------- |
| Dr Hayim Kugel   | 1940-1953 |
| Pinchas Eylon    | 1953-1987 |
| Hayim Shron      | 1987-1989 |
| Moshe Rom        | 1989-1993 |
| Moti Sasson (en) | 1993-     |

## Culture et loisirs

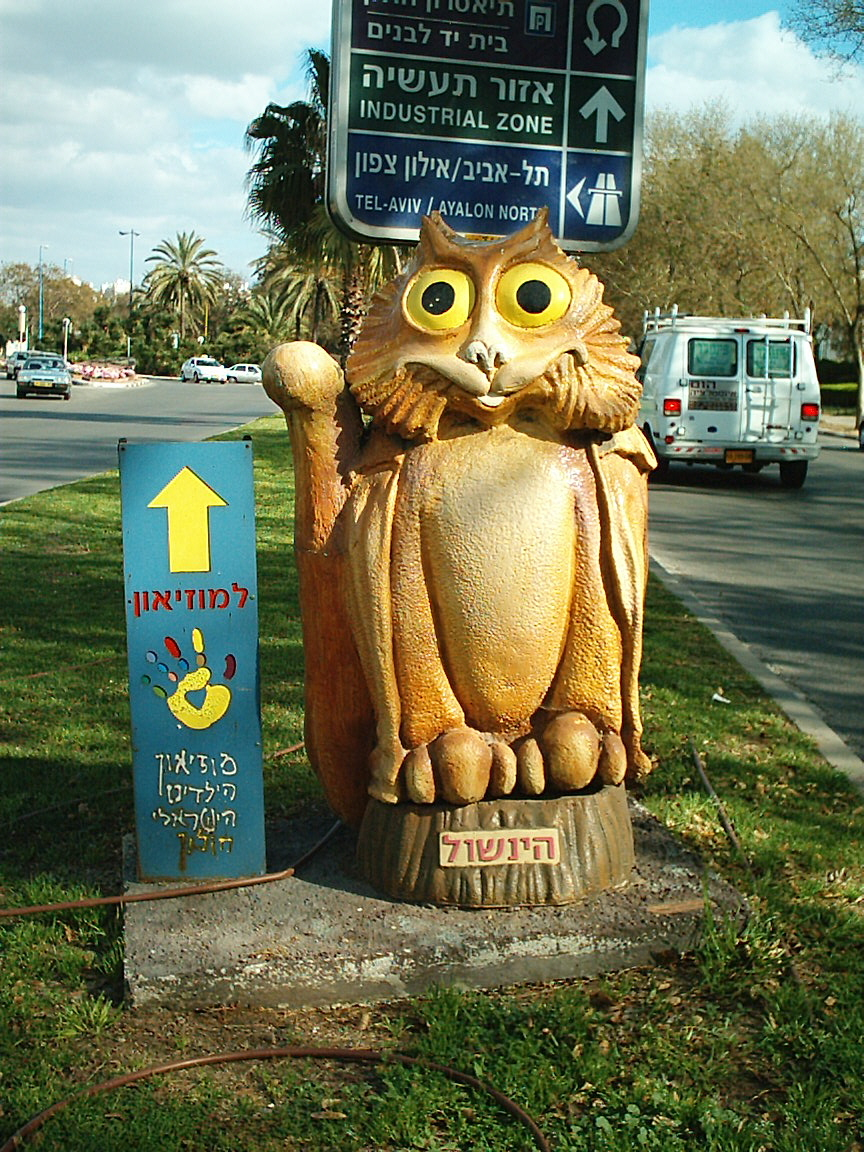
Yanshul, le symbole du Musée israélien des enfants

La ville comporte deux salles de théâtre, 5 salles de cinéma, 3 centres de sport et un musée (Musée israélien des enfants).
La vie culturelle et les loisirs à Holon sont considérés une composante importante de la qualité de vie que la ville propose à ses habitants et aux visiteurs, une attention particulière étant accordée aux enfants.
Les centres d’attraction et de culture de Holon sont actifs pendant toute l’année et ils ont été conçus pour répondre aux besoins de toutes les couches de la société et de tous les âges.
Les événements exceptionnels, les festivals annuels et les expositions qui sont organisées périodiquement ont un grand impact sur les habitants, en attirant aussi beaucoup de visiteurs de tout le pays.
Théâtre et musique, danse et art plastique, musées uniques, galeries et centres culturels pour les enfants et les adultes, parmi lesquels le fameux musée israélien des enfants. C'est l’expression de la conception selon laquelle le développement de la culture, de l’art et des loisirs est considéré une partie essentielle de l'existence de la ville.

## Économie
La ville compte trois zones industrielles originellement surtout consacrées au textile (Lodzia). Ces zones comportent aujourd’hui des centres commerciaux, des garages centraux et des industries électroniques.

## Personnalités
- Borgore, DJ dubstep, y est né le 20 octobre 1987 ;
- Omri Casspi, joueur de basket-ball et ancien joueur NBA, né à Holon en 1988
- Sofi Tsedaka, actrice, chanteuse, présentatrice de télévision et femme politique, née à Holon en 1975
- Yitzhok Zilberstein (né en 1934), rabbin orthodoxe, y a dirigé le kollel Baïs David.

- Dario Moreno, chanteur, acteur né à Izmir et enterré à Holon.
- Dror Mishani (né en 1975) auteur de polars

## Jumelages
La ville de Holon est jumelée avec :
- Suresnes (France) depuis 1961
- Berlin-Mitte (Allemagne) depuis 1970
- Hann. Münden (Allemagne) depuis 1988
- Dayton (États-Unis) depuis 1988
- Anshan (Chine) depuis 2002

Un pacte d'amitié a également été signé avec :
- Andong (Corée du Sud) depuis 2004

## Galerie

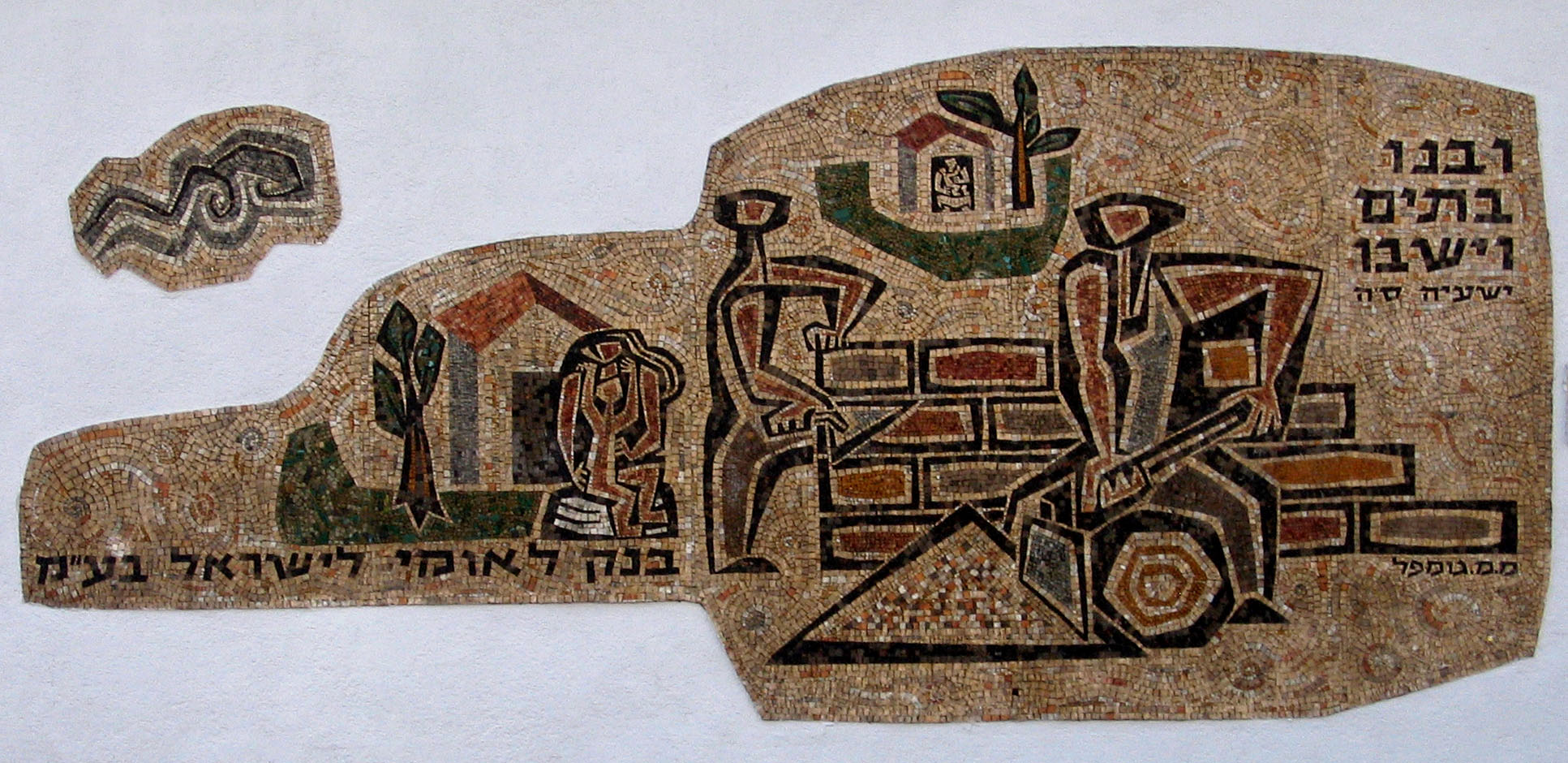
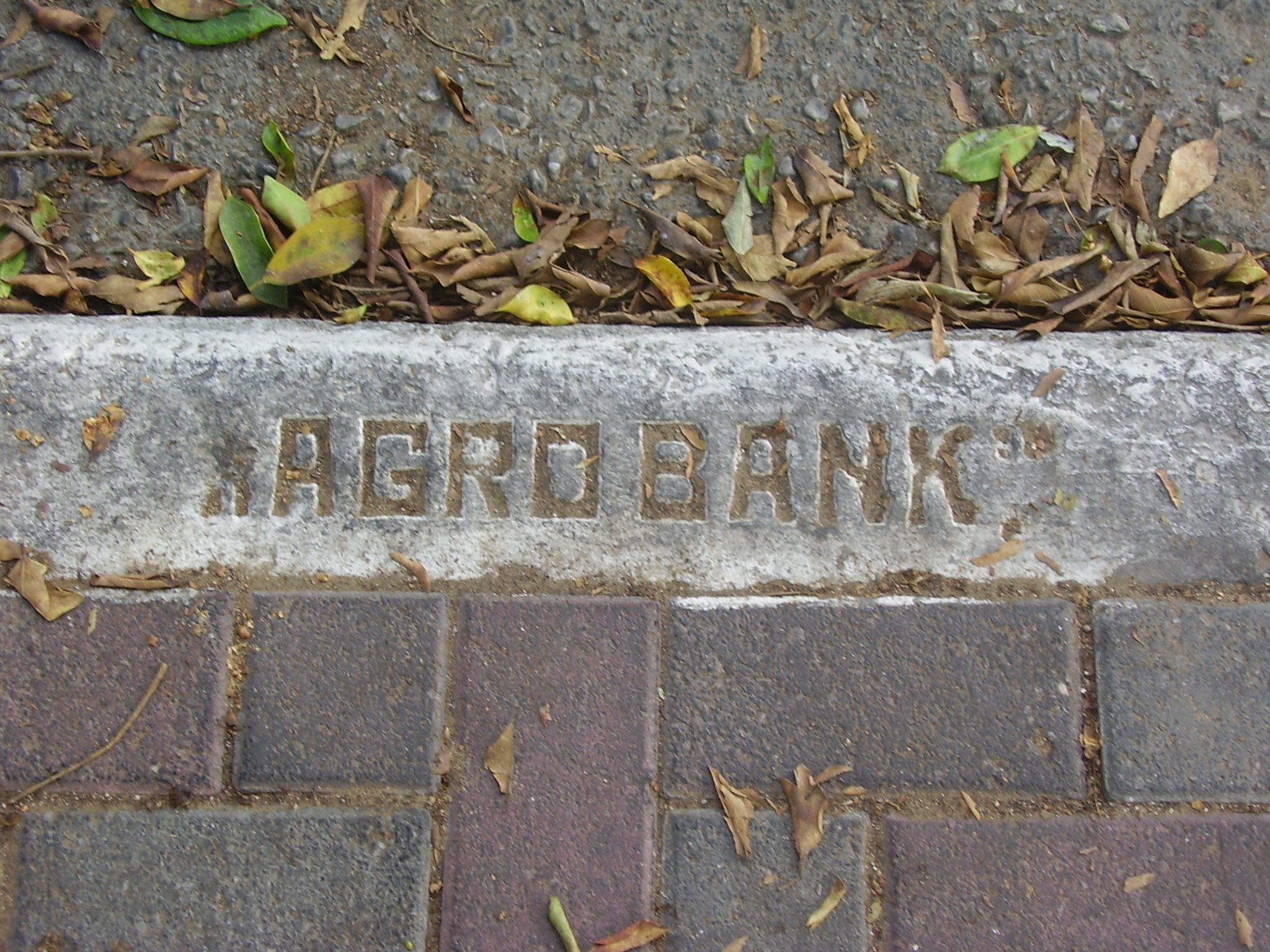
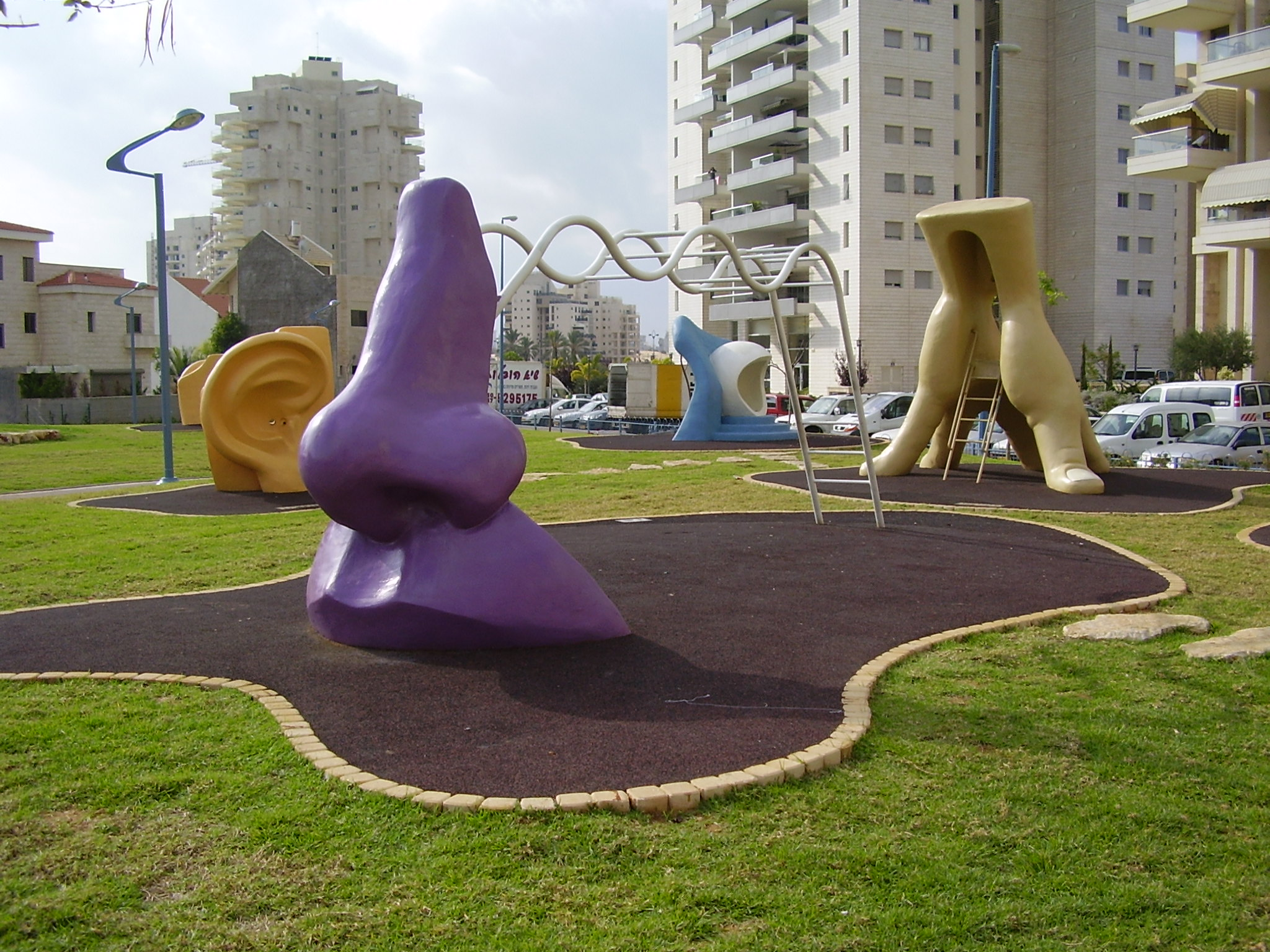
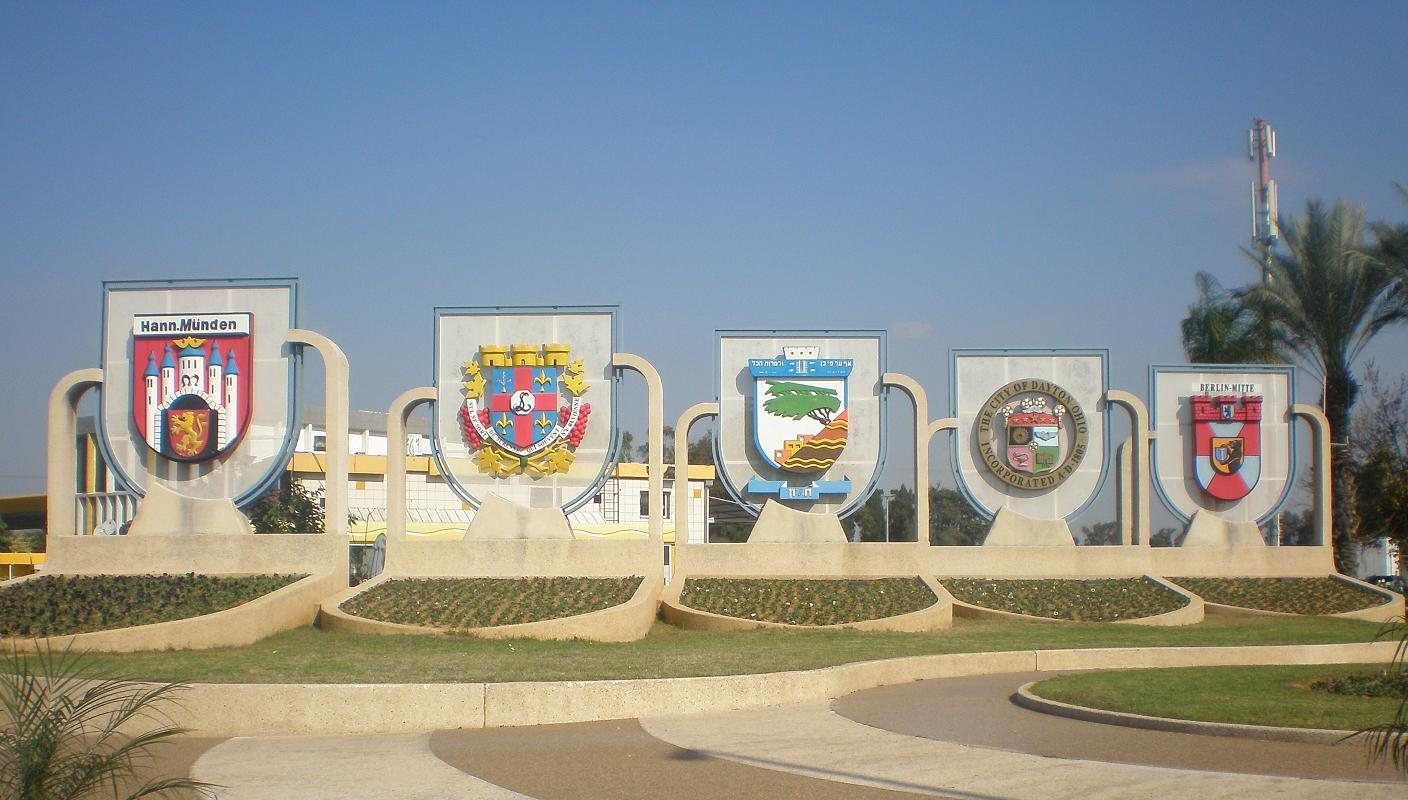
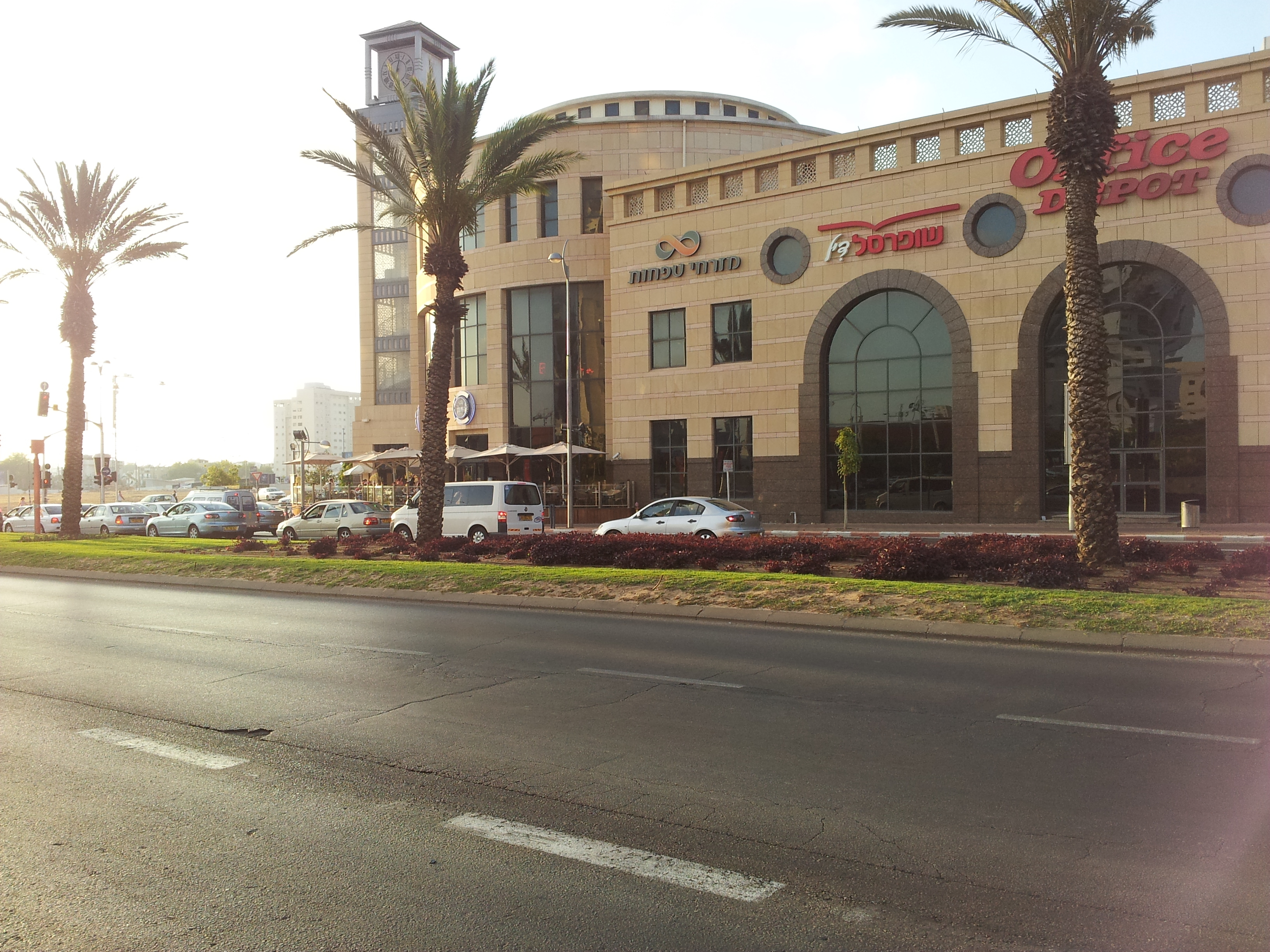
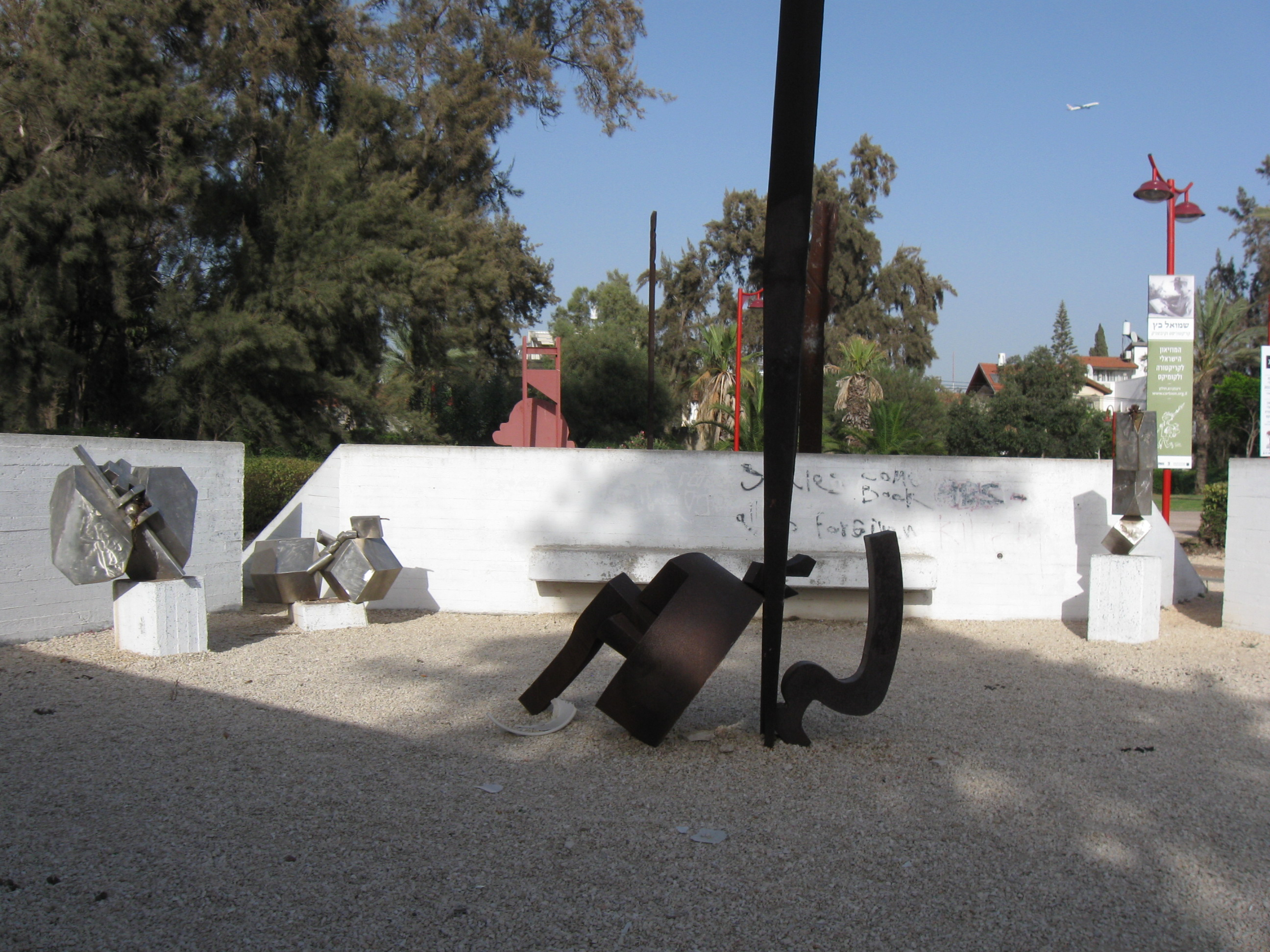
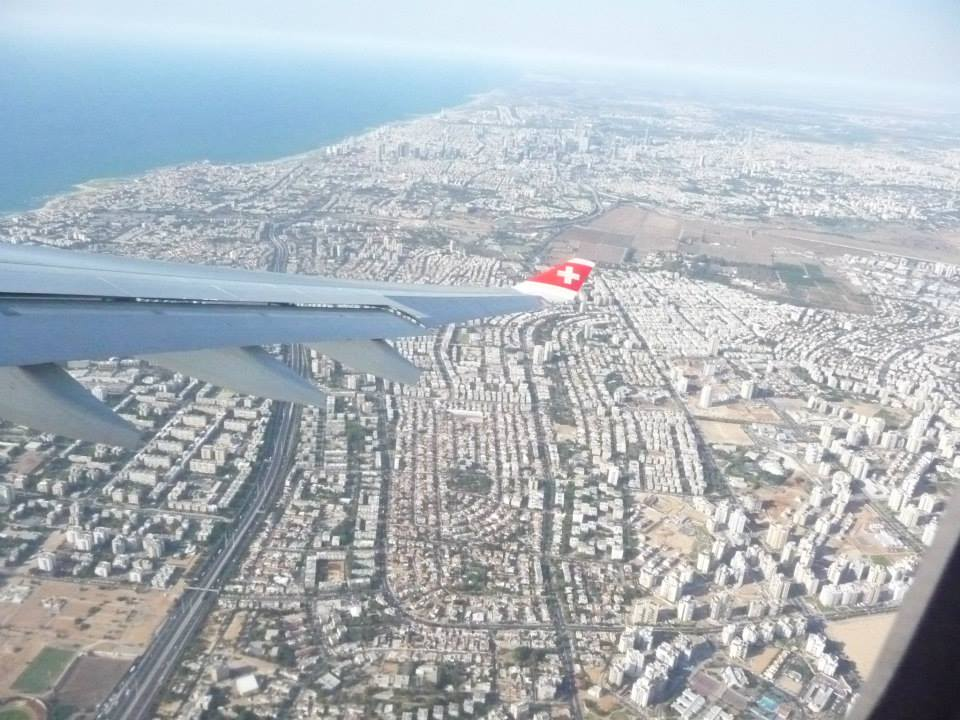
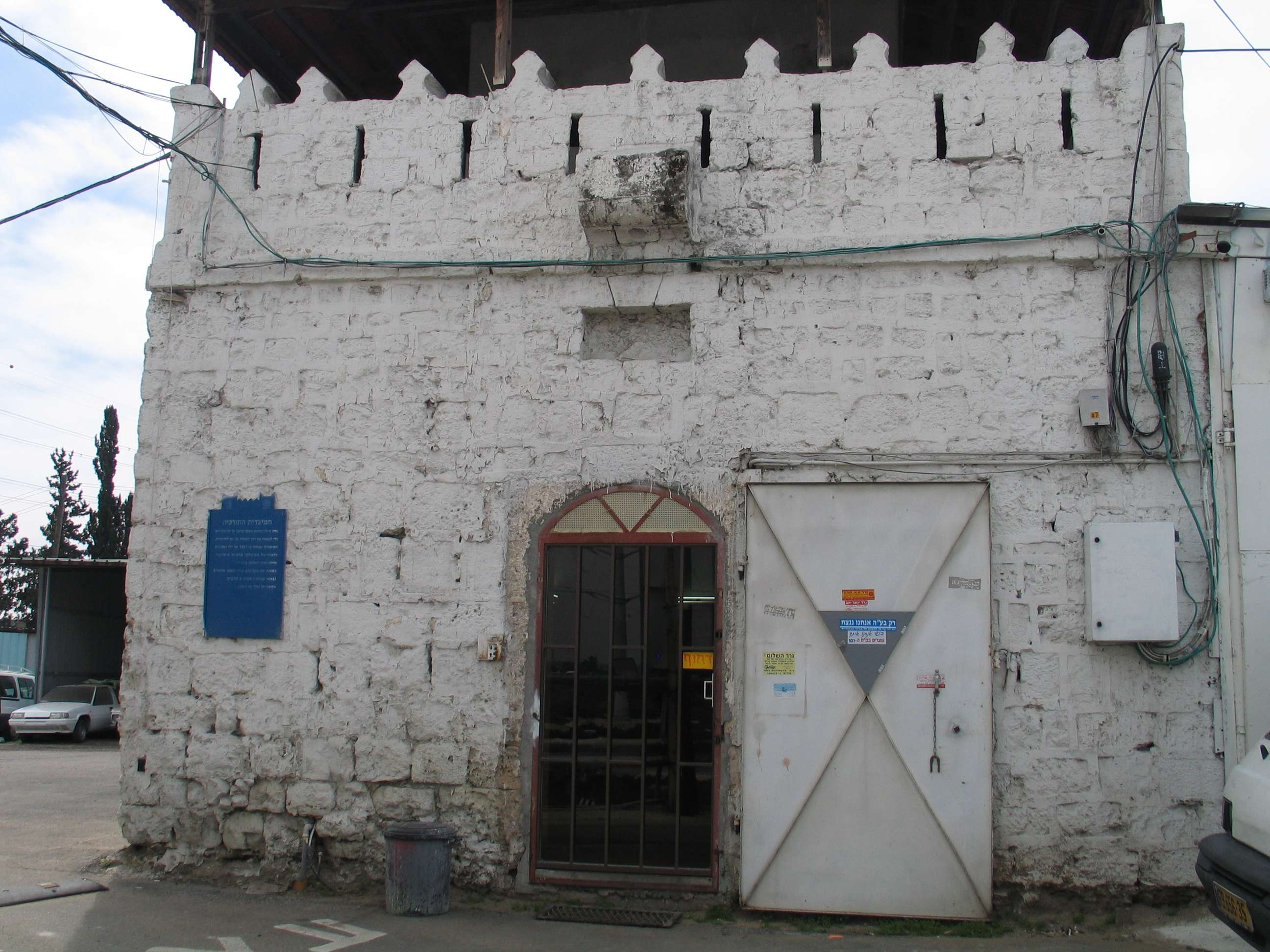
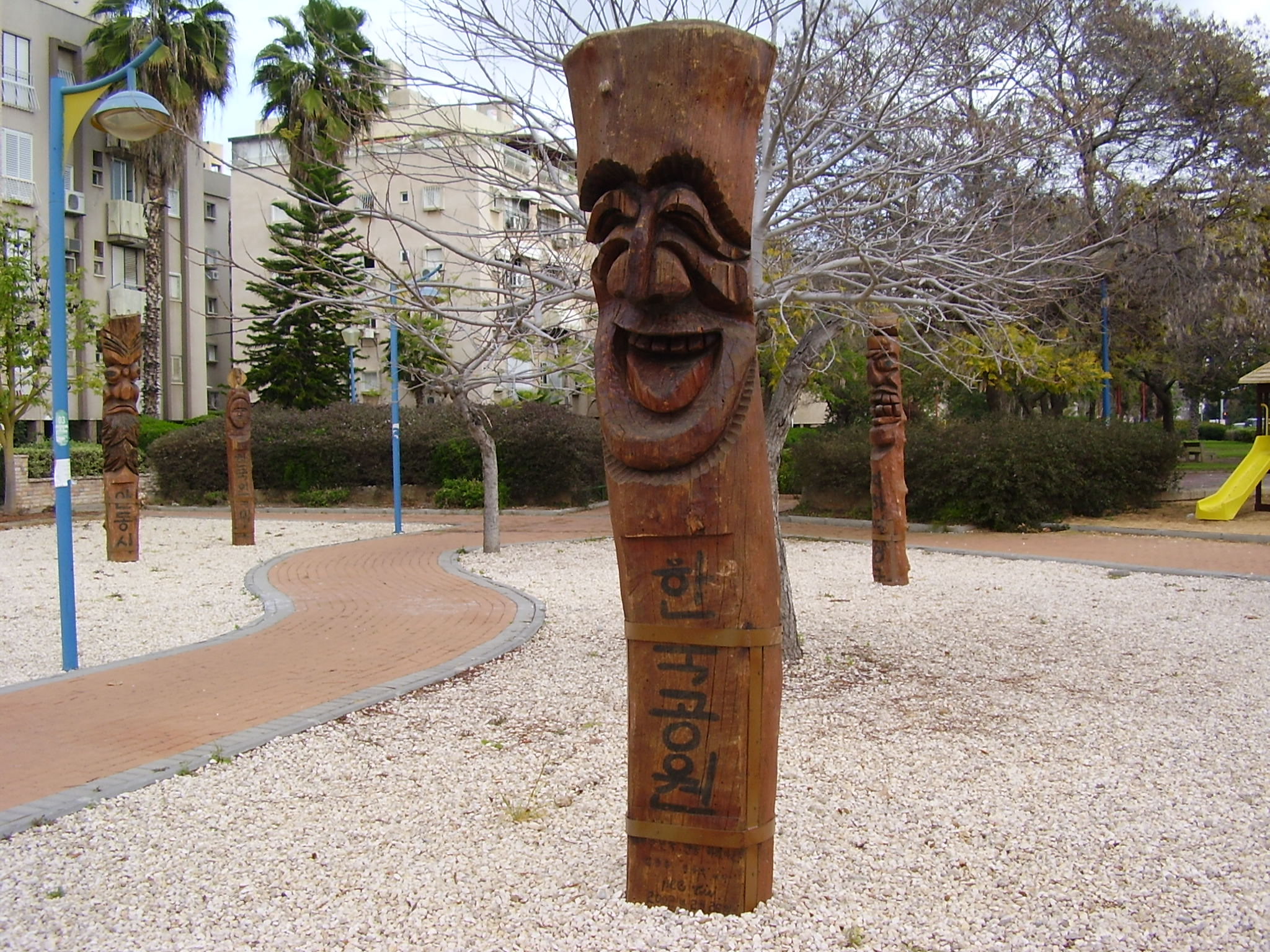
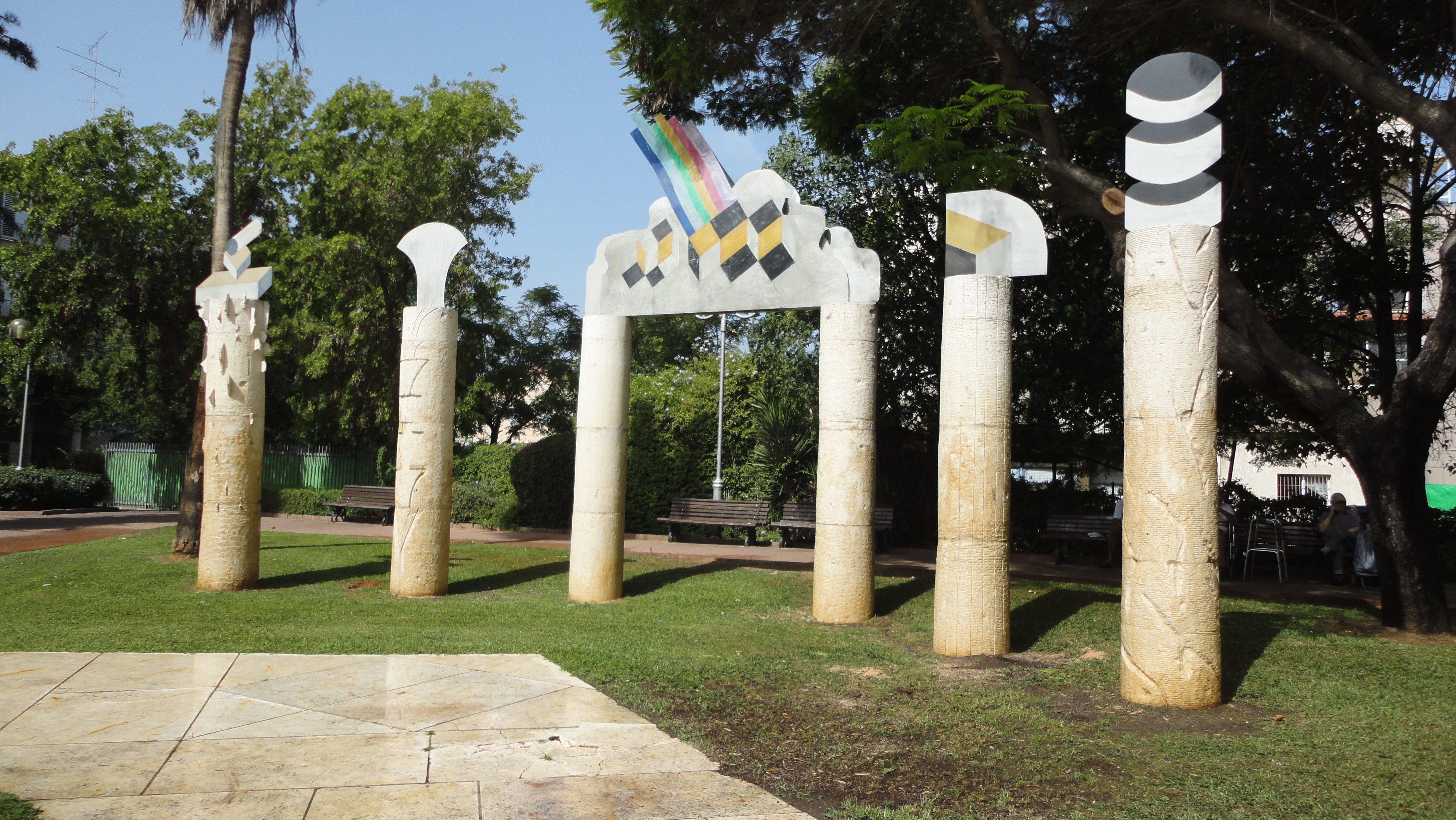
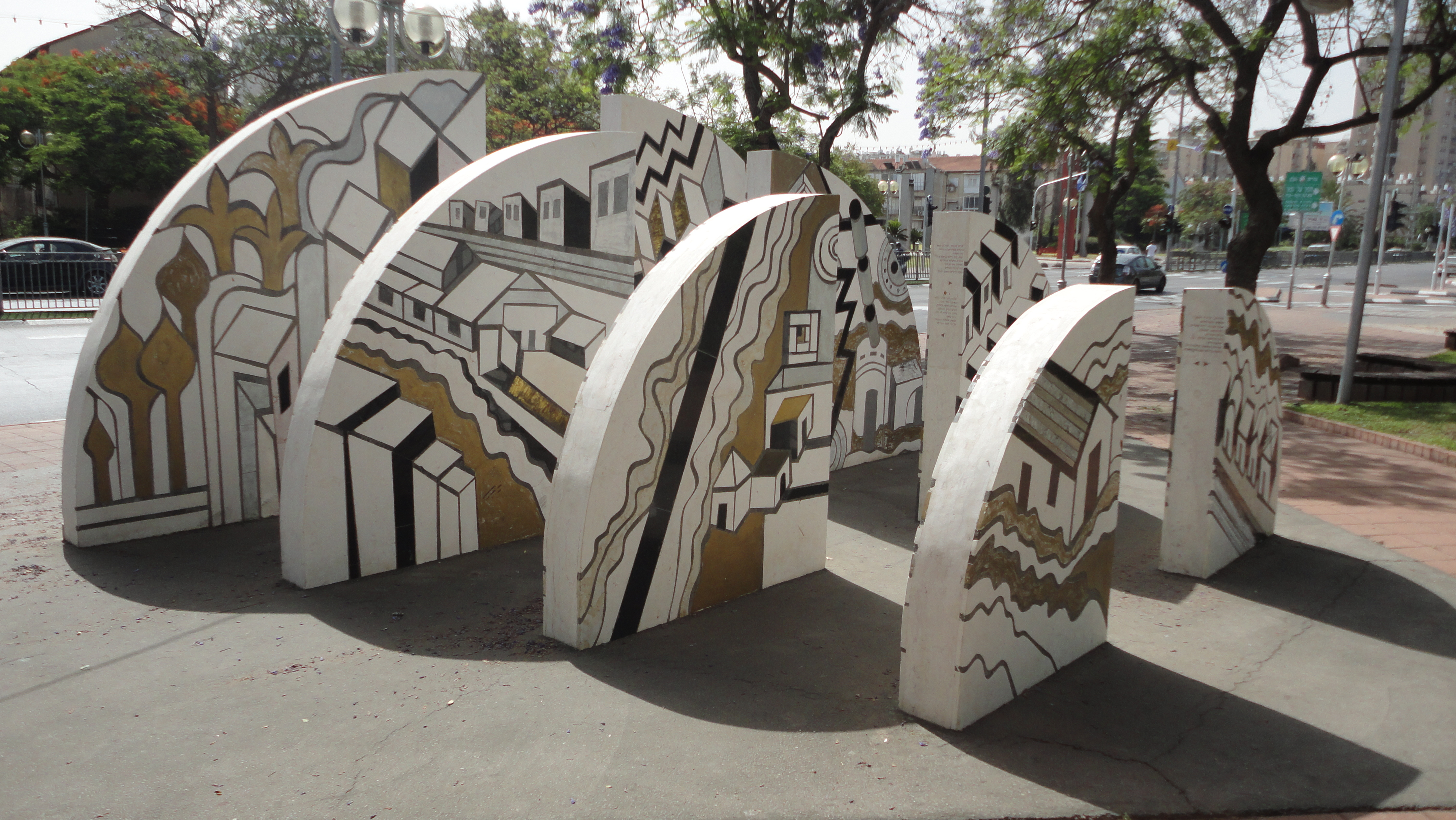
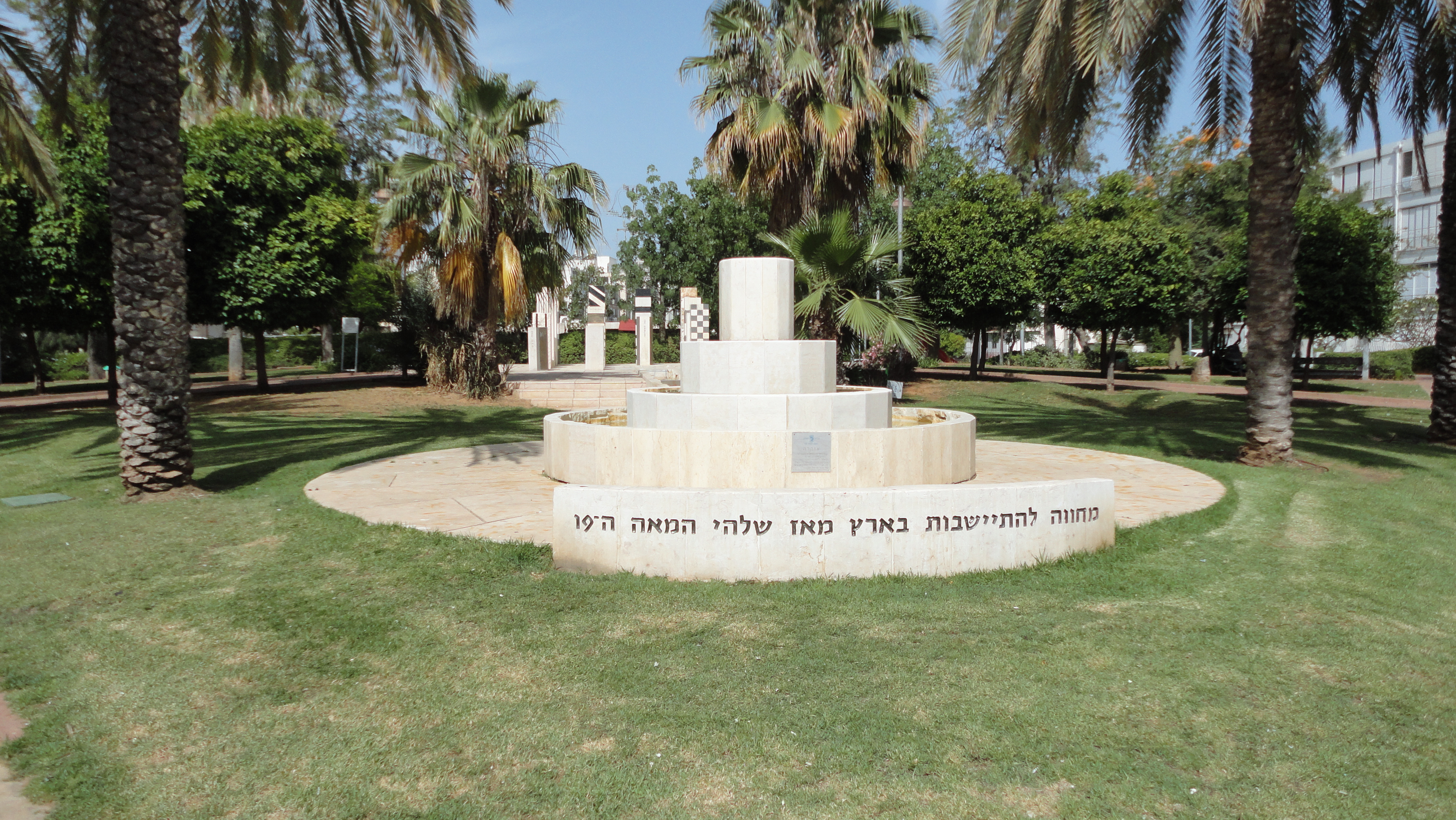
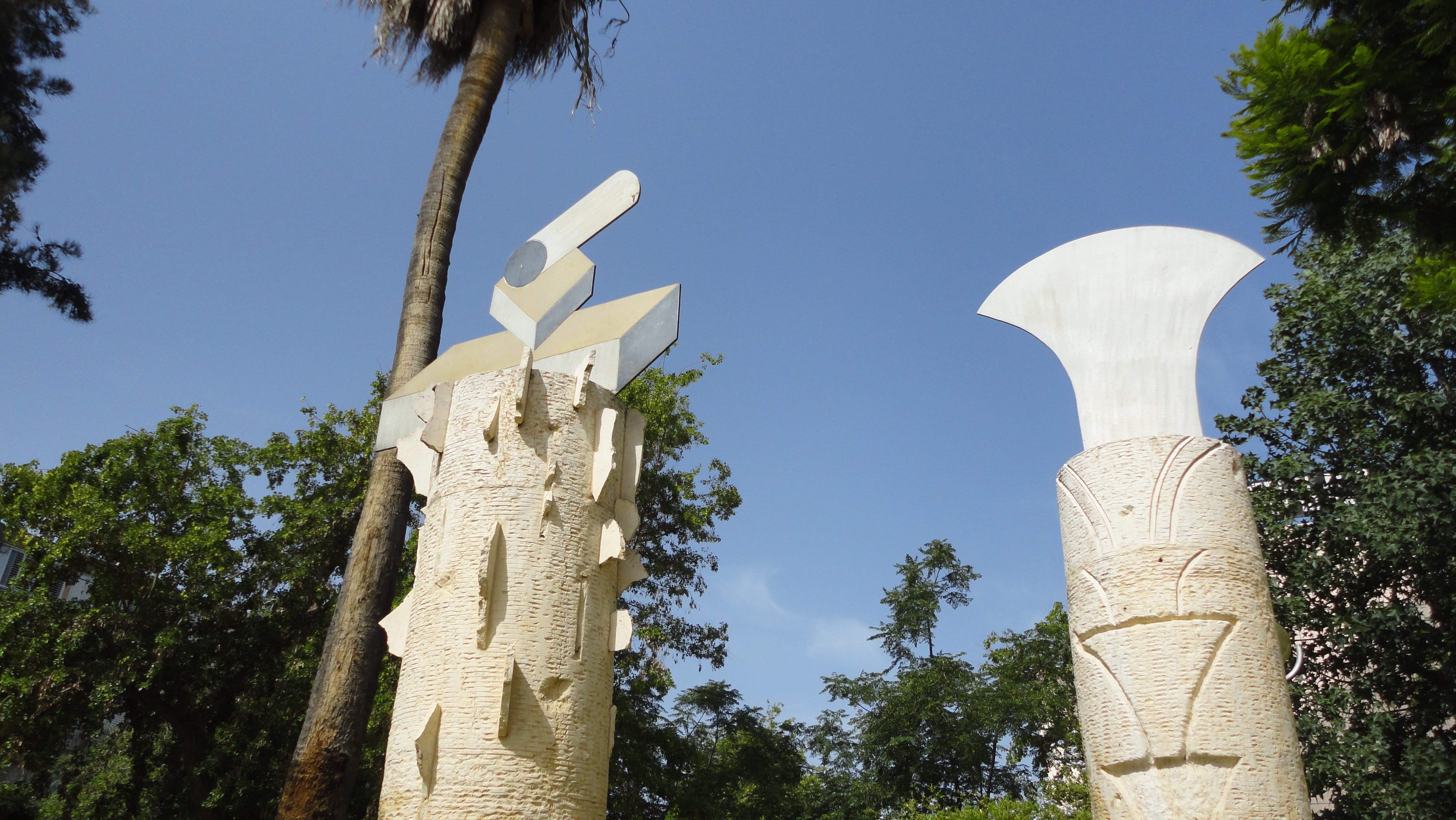
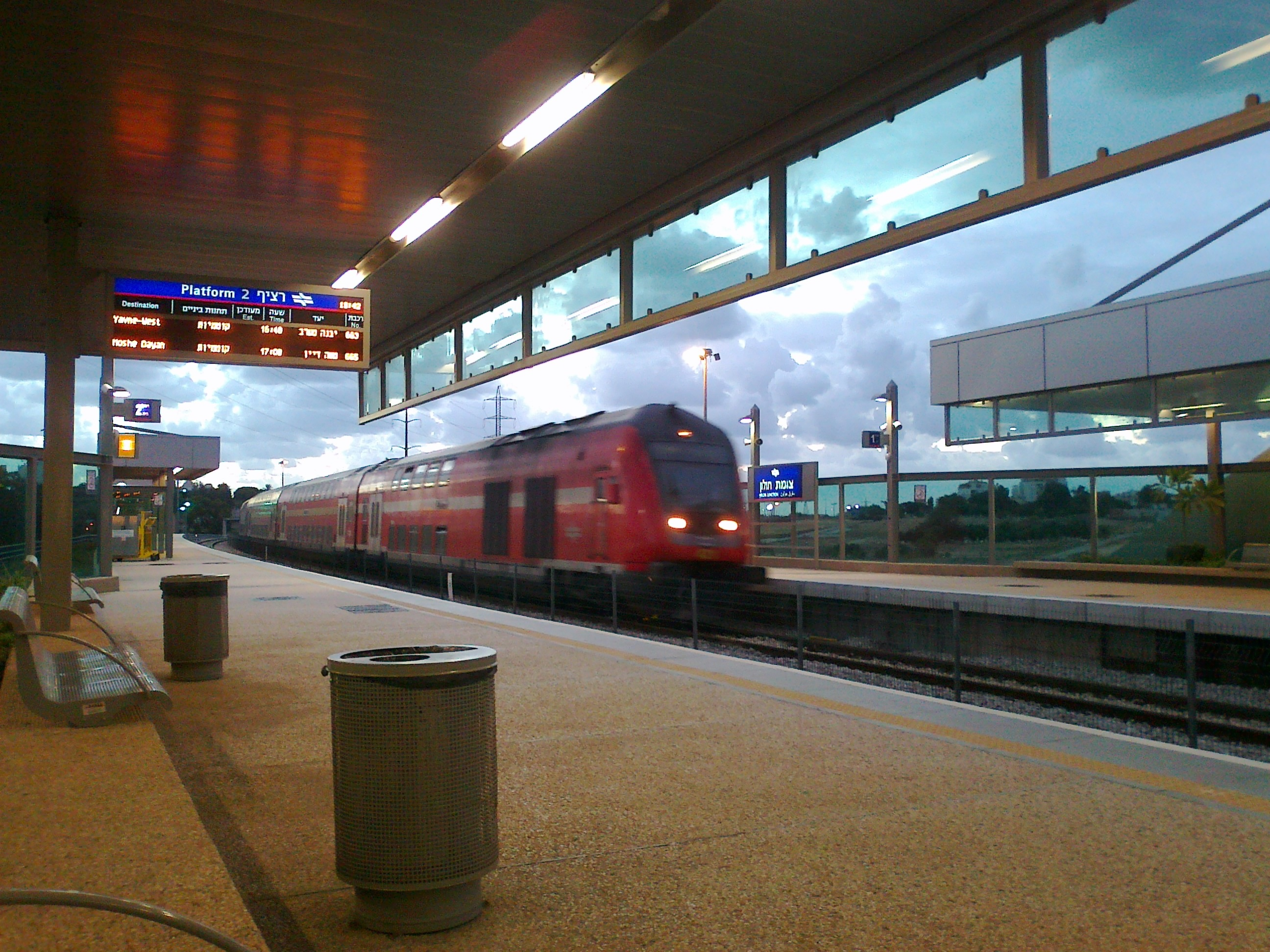
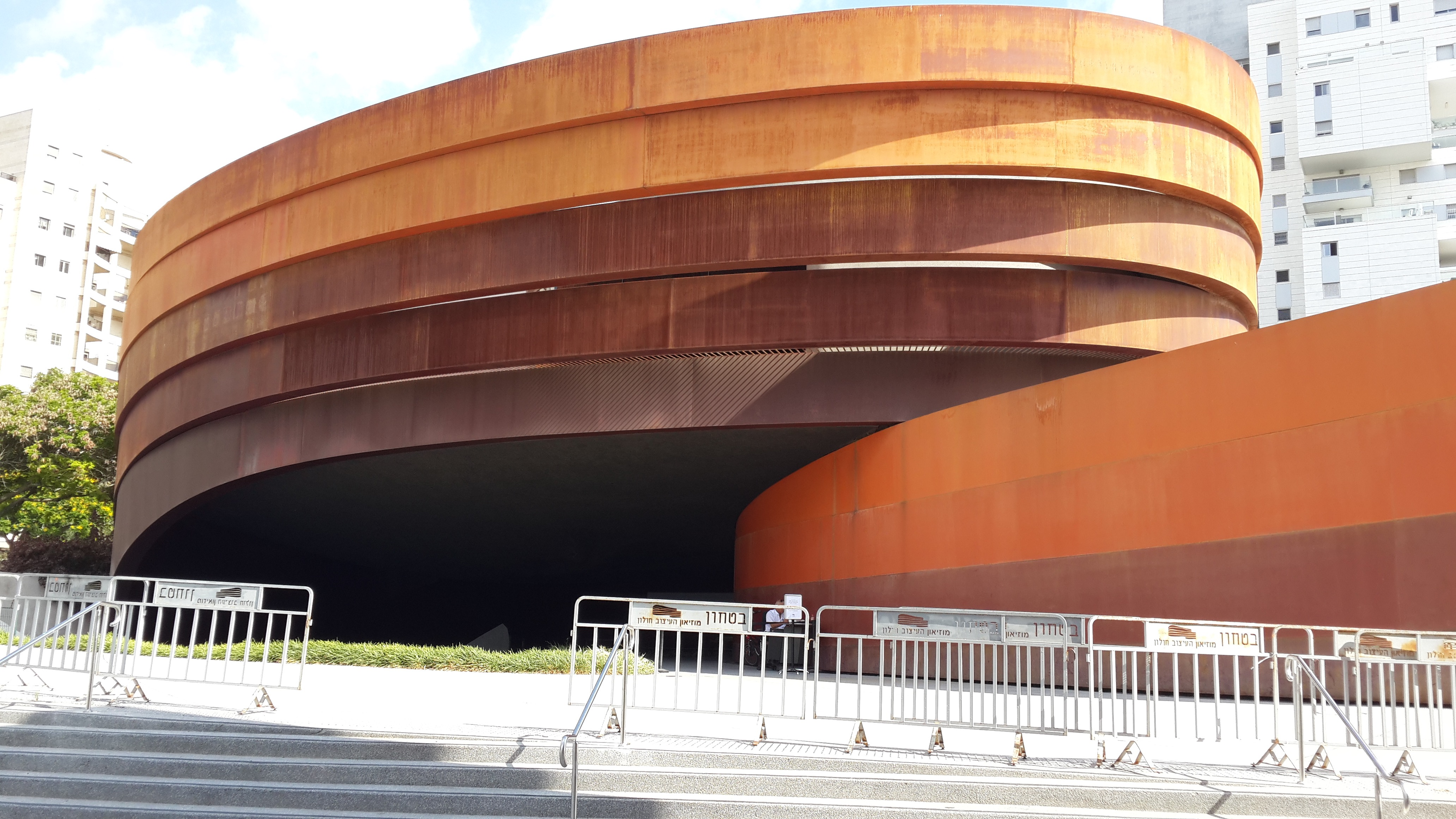
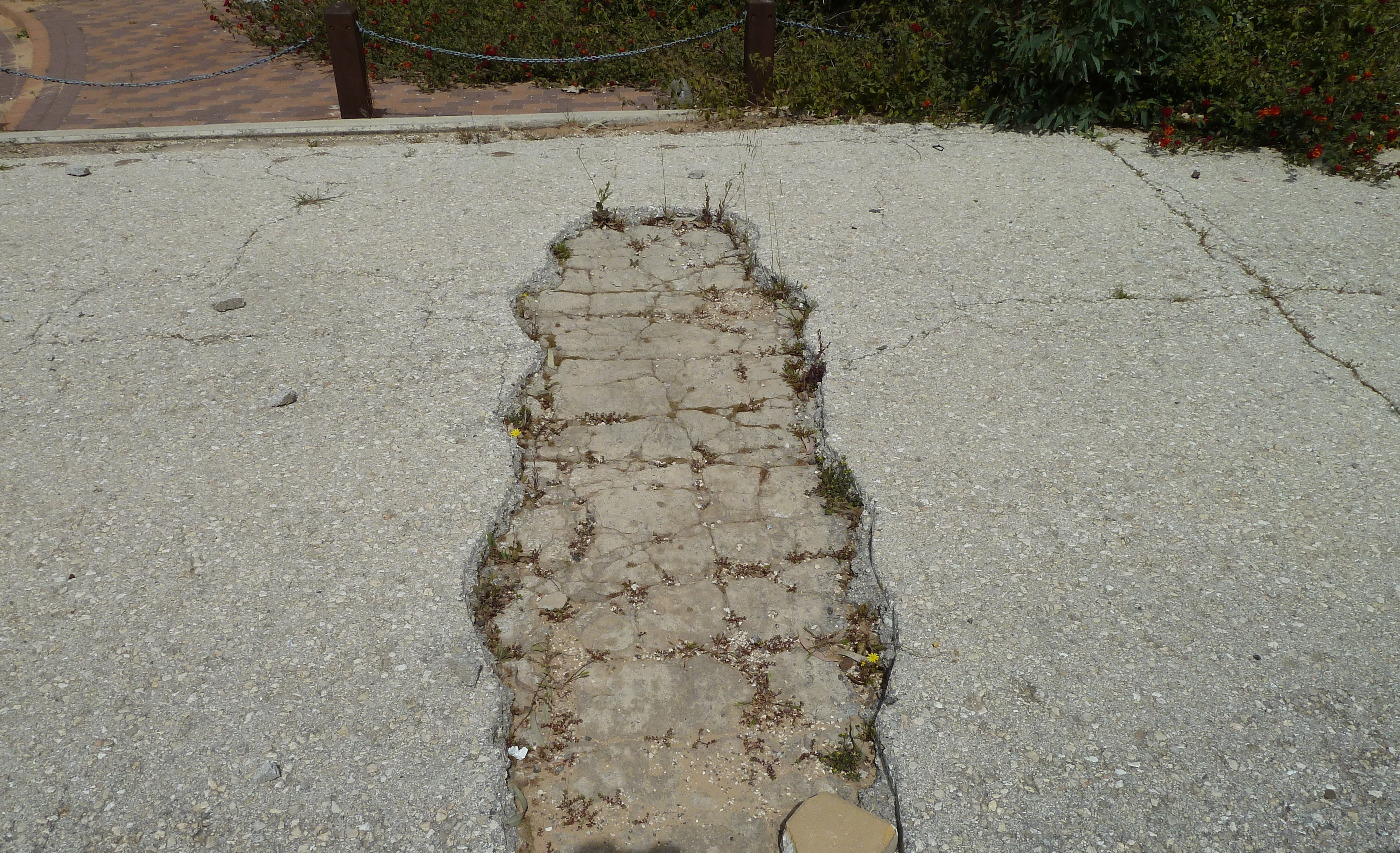
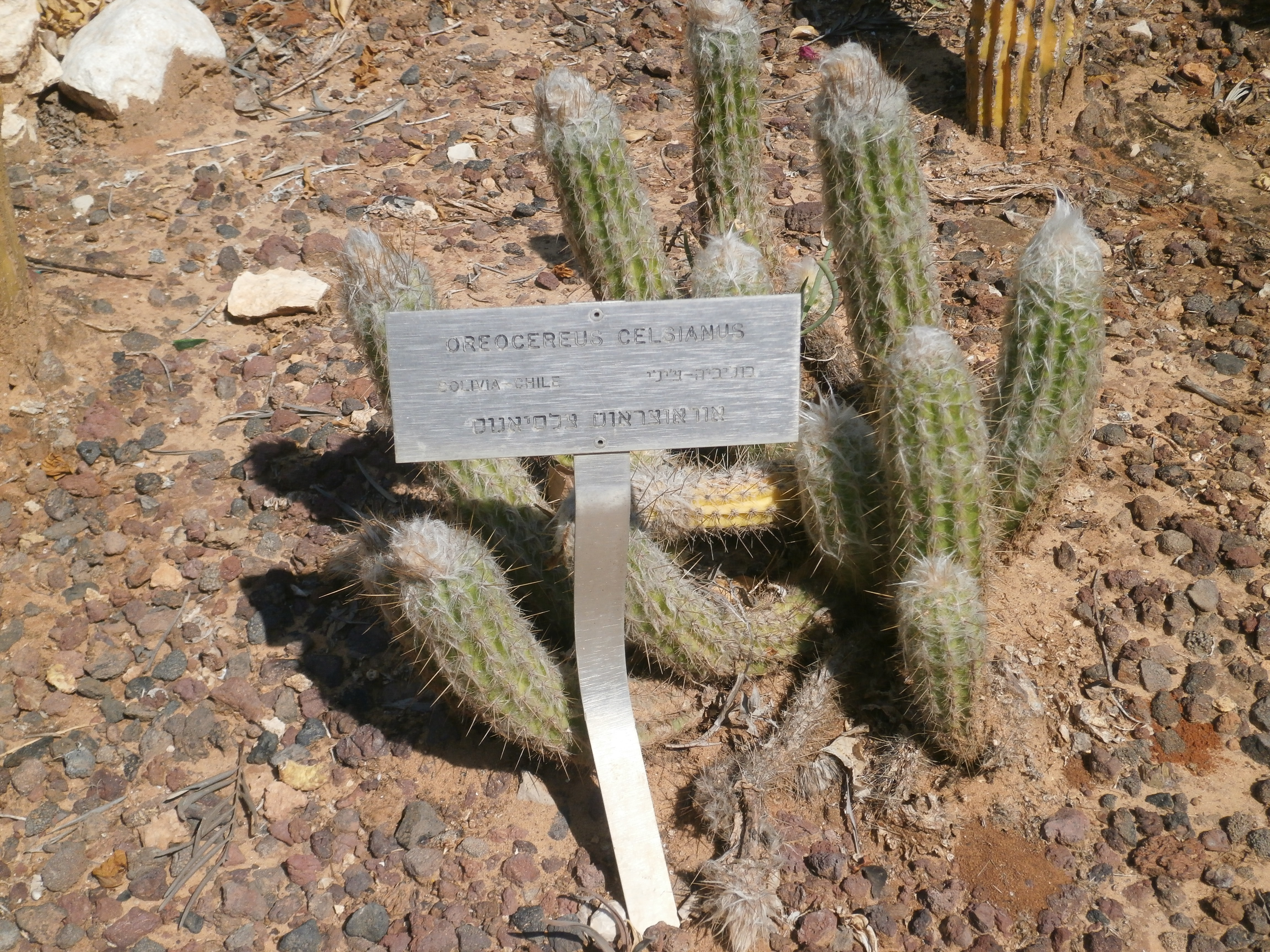

- Fichier:Mordechai_Gumpel_Holon.JPG
- Fichier:Inscription_"Agrobank"_in_Holon,_Israel.jpg
- Fichier:PikiWiki_Israel_4954_senses_garden_in_holon.jpg
- Fichier:Holon_Twin_cities.JPG
- Fichier:Holon_Mall_02.jpg
- Fichier:Holon_sculpture_Garden050.jpg
- Fichier:Holon_from_Swiss_plane.jpg
- Fichier:Holon-ottoman-fort-48.jpg
- Fichier:The_Korean_Garden_in_Holon,_Israel.jpg
- Fichier:Ziona_Shimshi_holon_06.JPG
- Fichier:Ziona_Shimshi_holon_02.JPG
- Fichier:Ziona_Shimshi_holon_25.JPG
- Fichier:Ziona_Shimshi_holon_10.JPG
- Fichier:Holon_Junction_train_station_04.jpg
- Fichier:Design_Museum_in_Holon.jpg
- Fichier:Holon_Security_Road_Memorial_P1220432.JPG
- Fichier:Visit_in_Cactus_garden_(Holon)_64.jpg